# إن إكس بي لأشباه الموصلات
إن إكس بي لأشباه الموصلات إن. في. ( إن إكس بي  ) هي شركة هولندية متخصصة في تصميم وتصنيع أشباه الموصلات ويقع مقرها الرئيسي في أيندهوفن ، هولندا .  توظف الشركة ما يقرب من 34000 شخص في أكثر من 30 دولة. أعلنت إن إكس بي  عن إيرادات بلغت 13.3 مليار دولار في عام 2023. 
انفصلت إن إكس بي  في الأصل عن شركة فيليبس في عام 2006، وأكملت طرحها العام الأولي في 6 أغسطس 2010، مع تداول الأسهم في بورصة ناسداك تحت رمز المؤشر إن إكس بي أي . في 23 ديسمبر 2013، تمت إضافة شركة إن إكس بي لأشباه الموصلات إلى مؤشر ناسداك-100 .  في 2 مارس 2015، تم الإعلان عن اندماج شركة إن إكس بي مع شركة فريسكيل لأشباه الموصلات  .  تم إغلاق عملية الدمج في 7 ديسمبر 2015.  في 27 أكتوبر 2016، أُعلن أن شركة كوالكوم ستحاول شراء إن إكس بي.  ومع ذلك، ألغت شركة كوالكوم الصفقة جزئيًا بسبب مشاكل تجارية في الصين. تم إلغاء الاندماج فعليًا في 26 يوليو 2018.

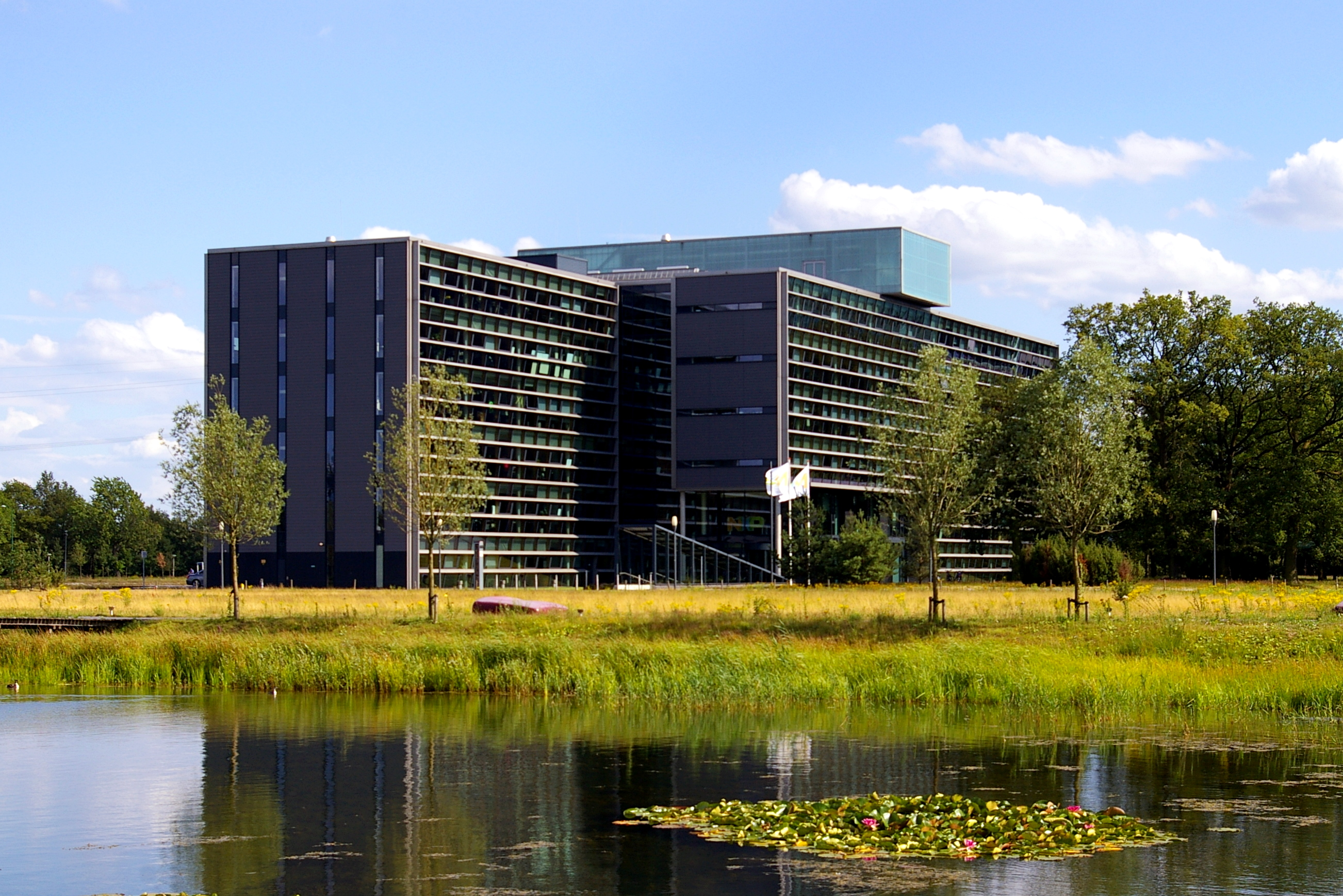
مقر إن إكس بي في أيندهوفن ، هولندا، يوليو 2011